# Кобзєв Артем Ігорович
Артем Ігорович Кобзєв (нар. 15 жовтня 1953, Москва) — радянський і російський історик китайської філософії. Доктор філософських наук, професор.

## Біографія
Народився в сім'ї поета Ігоря Кобзєва.
У 1975 році закінчив філософський факультет Московського державного університету ім. М. В. Ломоносова.
З 1978 року — науковий співробітник, потім старший науковий співробітник Інституту сходознавства АН СРСР (нині РАН). Декан факультету гуманітарних наук (з 1998), завідувач кафедри історії (1998—1999) і культурології (з 1999) МФТІ. Завідувач сектором ідеології та культури Китаю (з 2004) Інституту сходознавства РАН, з 2011 року очолює Відділ Китаю ІВ РАН.
5 березня 1979 року в МДУ ім. М. В. Ломоносова захистив дисертацію на здобуття наукового ступеня кандидата філософських наук за темою «Філософія Ван Ян-Міна (1472—1529)».
1 вересня 1989 року в МДУ ім. М. В. Ломоносова захистив дисертацію на здобуття наукового ступеня доктора філософських наук за темою «Методологія китайської класичної філософії (нумерологія і протологіка)».
15 жовтня 1999 року присвоєно вчене звання професора.
У 1990—1991 роках проходив стажування в Пекінському університеті (КНР).
Головний редактор сайту «Синологія.ру» (synologia.ru).
Автор понад 800 наукових робіт (в тому числі чотирьох монографій) з історії китайської філософії, науки і культури. Один з редакторів енциклопедичного видання «Духовна культура Китаю». Член правління Міжнародної асоціації іцзіністики (Пекін, з 2004 року). У своїх роботах значну увагу приділяє проблемам порівняльної філософії.

## Нагороди
- Лауреат Державної премії РФ за 2010 рік за видатні досягнення в розвитку вітчизняного і світового китаєзнавства і підготовку фундаментальної академічної енциклопедії «Духовна культура Китаю».[4]

## Наукові праці

### Монографії
- Вчення Ван Янміна і класична китайська філософія. М., Наука . 1983. 352 с.
- Вчення про символи і числа китайської класичної філософії. М., Наука — ВЛ. 1994. 432 с. (Серія «Історія східної філософії»)
- Філософія китайського неоконфуціанства. М.: Видавнича фірма «Східна література» РАН, 2002. 608 с. (Серія «Історія східної філософії»).
- «Велике вчення» і вчення великих конфуціанців: монографія / А. І. Кобзєв; Ін-т сходознавства РАН. М .: ІВ РАН, 2011. — 106 с. ISBN 978-5-905735-03-5

### Статті
- П'ять елементів і «магічні фігури» «І цзин» // 12-та наукова конференція «Суспільство і держава в Китаї». Ч. I. М., 1981.
- Класифікаційна схема «п'ять елементів» — у син // 13-а наукова конференція «Суспільство і держава в Китаї». Ч. I. М., 1982.
- Про категорії традиційної китайської філософії // Народи Азії та Африки. 1982. № 1.
- Дзвінкоголоса чародійка або проблема китайського еросу // Проблеми Далекого Сходу. 1992. № 4.
- Особливості філософської і наукової методології в традиційному Китаї // Етика та ритуал у традиційному Китаї. М., 1988.
- «Дивне вчення» Хуей Ши // VIII Всеросійська конференція «Філософія Східно-Азіатського регіону і сучасна цивілізація». М., 2002. С.16-20.
- Лао-цзи і Будда — «збіг двох в одному» або «роздвоєння єдиного»? // Суспільство і держава в Китаї: XXXIX наукова конференція / Інститут сходознавства РАН. — М., 2009. — С.221-225 — ISBN 978-5-02-036391-5 (в обл.)
- Конфуцій проти Конфузия з глинозему, або Уточнення даних про першого китайського філософа і його головний твір [Архівовано 24 Жовтня 2018 у Wayback Machine.] // Філософські науки. 2015. № 2. С.78-106.
- Ряд статей на сайті synologia.ru [Архівовано 16 Листопада 2019 у Wayback Machine.] і докладна бібліографія на сайті ІФ РАН [Архівовано 4 Березня 2016 у Wayback Machine.] .